# Pauly D
Pauly D, pseudonimo di Paul DelVecchio (Johnston, 5 luglio 1980), è un personaggio televisivo e disc jockey statunitense.
È divenuto celebre grazie alla partecipazione al reality-show Jersey Shore, andato in onda su MTV dal 3 dicembre 2009 al 20 dicembre 2012.

## Biografia

### Primi anni
Paul DelVecchio nasce il 5 luglio 1980 a Johnston (Rhode Island) da una famiglia di origini italo-americane; sin da giovane lavora come disc jockey nei locali della sua città con lo pseudonimo Pauly D.

### Televisione
Nel 2009 entra nel cast del nuovo reality show di MTV intitolato Jersey Shore, che segue la vita di un gruppo di giovani italo-americani durante le vacanze estive a Seaside Heights (New Jersey). La prima stagione della serie ottiene un buon successo e per questo lo show viene rinnovato per altre cinque stagioni, che Pauly D e i suoi compagni girano a Seaside Heights, Miami Beach e Firenze.
Nel 2011 Pauly D firma un contratto con MTV per realizzare come protagonista il reality show Pauly D: Da Jersey Shore a Las Vegas, che segue le vicende legate alla sua vita privata e gli sviluppi della sua carriera come DJ. Il reality show, composto da 12 episodi, debutta negli Stati Uniti il 29 marzo 2012 e in Italia il 12 giugno 2012. Fa la comparsa, insieme al resto del cast di Jersey Shore, a due puntate del reality show di MTV, Snooki & JWoww. Viene nominato dal programma televisivo Teen Choice Awards nel 2010 come migliore star di reality maschile, vincendo il premio nel 2011 e 2012.

### Musica
Inizia a lavorare come DJ nei locali di Rhode Island, per poi diventare DJ resident dell'Ultra Nightclub di Providence. il suo idolo è DJ AM, morto nell'agosto 2009 per overdose.
In seguito al successo di Jersey Shore, nel 2010 pubblica in formato digitale su iTunes il singolo Beat Dat Beat (It's Time To) e viene nominato per il premio America's Best DJ sia nel 2010 che nel 2011.
Nell'agosto del 2011 firma un contratto discografico per la produzione di tre album con la G-Unit Records & G-Note Records del rapper 50 Cent. Sempre nello stesso anno apre le tappe a Portorico e a Boston del Femme Fatale Tour di Britney Spears e firma un contratto come DJ resident con il Palm Casino Resort di Las Vegas.
Nel 2012 pubblica assieme a Dash un nuovo singolo Night Of My Life e firma un contratto come DJ resident con l'Hard Rock Hotel & Casino di Las Vegas.
Nel 2013 insieme a Jay Sean pubblica il suo terzo singolo dal titolo Back to Love, che esce nelle prime settimane di gennaio.
Il DJ ha annunciato che prima della fine del 2013 uscirà il suo primo album con collaborazioni di alto livello.

### Altre attività
Nel 2012 appare in un cameo nel film I tre marmittoni, insieme ad altri membri del cast di Jersey Shore.

## Discografia

### Singoli
- 2010 - Beat Dat Beat
- 2012 - Night Of My Life (feat. Dash)
- 2013 - Back To love (feat. Jay Sean)
- 2014 - No Tomorrow (feat. Delirious-Alex K)

### DJ Resident
- Ultra Nightclub (2010)
- Palms Casino Resort (2011)
- Hard Rock Hotel & Casino (2012)

## Filmografia

### Cinema
- I tre marmittoni (2012)

### Televisione
- Jersey Shore (2009-2012)
- Pauly D: Da Jersey Shore a Las Vegas (2012)
- Snooki & Jwoww (2012)